# Pater Davids alcippe
Pater Davids alcippe (Alcippe davidi) is een zangvogel uit de familie Alcippeidae. Dit taxon is vernoemd naar de Franse natuuronderzoeker Armand David.

## Verspreiding en leefgebied
Deze soort komt voor in China en Vietnam en telt twee ondersoorten:
- A. d. schaefferi: zuidelijk China en noordwestelijk Vietnam.
- A. d. davidi: centraal en oostelijk-centraal China.

## Status
Pater Davids alcippe komt niet als aparte soort voor op de lijst van het IUCN, maar is daar een ondersoort van de grijswangalcippe (Alcippe morrisonia).